# Seirocastnia separata
Seirocastnia separata är en fjärilsart som beskrevs av Walker 1856. Seirocastnia separata ingår i släktet Seirocastnia och familjen nattflyn. Inga underarter finns listade.